# تيو فينيمان
تيو ڤينيمان (بالألمانية: Theo Vennemann)‏ (27 مايو/ أيار1937) أستاذ لغويات ألماني. من مدينة أوبرهاوزن، مدن ولاية شمال الراين وستفاليا، بجمهورية ألمانيا الاتحادية.
بعد تخرجه من مدرسة هوفمان فون الثانوية عام 1957، التحق بجامعة غوتنغن بين عامي (1957-1959) لدراسة الرياضيات، والفيزياء، والفلسفة. وفي عام 1964 حصل على درجة الامتياز في فقه اللغة والفلسفة، من جامعة ماربورغ. وقد حصل على شهادة الدكتوراه بدرجة الامتياز عن أطروحته التي حملت عنوان: "علم الأصوات الألمانية"، من جامعة كاليفورنيا، لوس أنجلوس عام 1968.

## وصلات خارجية
- تيو ڤينيمان  (الصفحة الشخصية)
- قائمة الكتب والمؤلفات (فهرس المكتبة الوطنية الألمانية)